# 穿透屋顶的High Kick！
《穿透屋顶的High Kick！》、《歡樂滿屋》（韓語：지붕뚫고 하이킥!）是韓國MBC於2009年9月7日起播出的情景喜剧，與《不可阻挡的High Kick！》同個製作組及導演，亦號稱其延續作，原先並打算找原班人馬出演，但不少因為檔期，只有部分演員繼續演出或客串，但依旧利用夸张或搞笑的方式诠释爱情、亲情、友情、同事关系等日常生活中常见的情節。
由于受到前一部受欢迎的程度，在首播时除了受到韩国欢迎，在中国大陆、日本、台湾等地亦得到一定迴響。

## 剧名含义及译名
原名為，与戲剧內容无直接關係，仅仅是形容剧中一家人的快乐、积极向上的生活态度。
| 譯名                  | 介紹                                                                    |
| 穿透屋顶的High Kick！ | 是從韓文翻譯而來。                                                      |
| 搞笑一家人2           | 為延續前作翻譯《搞笑一家人》而得，中國大陸的常用譯名。                  |
| 搞笑一家親2           | 台灣東森撥出第一季《不可阻擋的High Kick！》翻譯為《搞笑一家親》而得稱。 |
| 歡樂滿屋              | 台灣八大購入版權，為台灣正式譯名。                                      |
|                       | 日本的譯名，意即「高一腳走向明天」。                                    |

## 劇情
該劇講述了剛剛從鄉下來到首爾的申世京兩姐妹，入住到李順才一家人的家庭後所發生的各種有趣的故事

## 角色列表
以下角色介紹以最後結局為準。

### 李家
| 角色   | 演員     | 國語配音 | 介紹 |
| 李順才 | 李順才   | 李香生   | 「李順才 F&B」食品公司社长。時常放屁，反覆無常。年輕時期非常花心，而三年前與公司女職員的關係被誤會，導致妻子病重過世。但近期與金慈玉交往，並在一陣子後結婚。因名字發音與米腸相似，被朱利安誤稱為Mr.米腸，連其他外國人也是。 |
| 李賢慶 | 吳賢慶   | 王瑞芹   | 順才的女儿，寶石的妻子。風波高中體育老師。她主修跆拳道。個性直率爽朗。曾對於父親與校監慈玉在一起抱持不滿態度，因為在三年前母親因為一場誤會過世，父親更曾許下諾言不再與女人糾纏，再加上早期會常與校監作對，但之後也順然接受。擅長體育，尤其跆拳道，但此外需要特別學習的事物都得靠書籍或網路。 |
| 鄭寶石 | 鄭寶石   | 魏伯勤   | 順才的女婿，賢慶的丈夫。「李順才 F&B」食品公司副社长。性格雖然算溫順，但卻不太懂得察言觀色＆變通、常識較少、糊塗和特別好勝（只有面對世京這種人才敢表現出來），但偶有成功之時。最可取之處在於很有運動細胞，也曾打過一陣子的棒球。 |
| 李智勳 | 崔丹尼爾 | 黃天佑   | 順才的兒子、有三年經歷的實習外科醫師。以大學修學能力試驗第17名的成績畢業於首爾大學醫學院。被說感情方面反應遲鈍，其實只是因為不關心別人的感受，自我中心，只對自己的工作和所關注的事情產生關心，不關心形式上的禮節。與黃貞音相愛、交往之後變得體貼，也會吃醋。與剛上京的世京偶然相遇幾次，後來幫她成為自己家的保姆。 |
| 申世景 | 申世景   | 馮嘉德   | 信愛的姊姊。李家的幫傭。能幹。國中畢業跟著爸爸到太白山區躲債，因為後被討債集團追趕，意外與父親分開。帶著妹妹到首爾期待與父親團聚，並在生活陷入困難幸得朱利安相助，曾短暫寄住在金家，後來在李家當幫傭，與妹妹一同寄住。因為在山區生活之久，使得不太懂得人情世故，起初對許多事物感到生疏，但總是打起精神面對難關。最後在醫院往機場的路上下落不明。                                                                        |
| 鄭俊赫 | 尹施允   | 賀宇傑   | 賢慶與寶石的兒子，海莉的哥哥。就讀風波高中。不愛念書，衝動易惹事，擅长High Kick打架，是講義氣重友情的熱血青年。因為曾與第一位家教老師感情很好，起初很排斥新來的家教老師，單戀申世景。 |
| 鄭海莉 | 陳智熙   | 馮嘉德   | 賢慶與寶石的女兒，俊赫的妹妹。就讀小學二年級。沒禮貌、沒風度、脾氣差、愛恨分明、階級意識深、好勝心強和調皮，通常只要招惹一次就會淪為「臭屁股」，且在家裡都會有「都是我的」之惡劣心態（尤其食物），除非事後吃過得知不喜歡才作罷，後期已見改善。友情攻勢相當之獨特，首先一定供其看門牙；甚至還認為自己口水絕對乾淨，而無私分享自己吃過或舔過的食物。可能因為愛吃排骨，经常為便秘而苦恼。喜歡Rain。喜歡俊赫的同學 姜世鎬。 |
| 申信愛 | 徐信愛   | 詹雅菁   | 世京的妹妹。就讀小學二年級，與海莉同班。常被海莉罵臭屁股。由於在山區成長，對首爾的一切事物感到新奇，並會因為新鮮事物而搗蛋，不聽姊姊的話。喜歡吃東西。和父親失散後，隨著姐姐進順才家當幫傭而跟著寄宿。 |

### 金家
| 角色   | 演員      | 國語配音 | 介紹 |
| 金慈玉 | 金慈玉    | 杜素真   | 風波高中校監。她住在鐘路區三清洞北村韓屋村的韓屋裡，並為租戶出租一些房間。平時的語氣及舉止優雅，但對男學生總以捏奶頭為處罰，因得「變態校監」之封號。後因剛好看到在講手機的世鎬並懲罰過重，再加上賢慶之前已誤擊其重要部位將事情鬧大，而都各有改進。年事已高，但內心還是少女，不但喜歡打扮得年輕，連個性也是這樣，且睡覺習慣綁辮子、穿可愛睡服還抱布偶娃娃睡，並尚未結婚。在與李順才交往一段時間後結婚。 |
| 黃貞音 | 黃正音    | 詹雅菁   | 首運大學的四年級學生。因為老家在大田，所以租住在慈玉家。單純開朗有活力。養有一隻古代牧羊犬哈利，是已去世的前男友託給她養。在誤打誤撞之下以首爾大學的學生身分，擔任俊赫的家教老師。深愛李智勳，後來卻因為家裡破產而決定放棄。 |
| 朱利安 | 朱利安·姜 | 黃天佑   | 慈玉的房客。他是美國人。他是一名英語教師，在 風波高中教授英語作為外語。後進入風波高中擔任教師。待人友善，講話经常參雜英文與韓文。有嚴重腳臭，曾有「清麴醬朱」之封號。曾暗戀申世京。因為他有法裔美國人血統，他能說流利的法語，所以他幫助順載的公司。 |
| 柳仁娜 | 劉寅娜    | 王瑞芹   | 慈玉的房客。後以偶像團體「絲奇妮」一員正式出道。與李光修交往，即使踏上演藝之路使得他們的感情阻礙重重，但目前仍未分手。 |
| 李光修 | 李光洙    | 魏伯勤   | 慈玉的房客。與柳仁娜交往，雖然仁娜踏上演藝之路使得他們的感情阻礙重重，但目前仍未分手。 |

### 其他
| 角色   | 演員   | 國語配音 | 介紹                                                 |
| 姜世鎬 | 李起光 | 黃天佑   | 俊赫的同學及好友。風波高中學生。17岁。曾單戀黃貞音。 |
| 洪顺昌 |        | 黃天佑   | 風波高中校長。喜歡反諷。                             |

## 取自
雖然無法完完全全成為不可阻擋的High Kick！第二部，但还是有很多演员客串或演出。

### 剧情联系
22集中校长在和金慈玉聊天中提到自己还是教导主任（《不可阻擋的High Kick》中）时遇到过的可笑的老师有外号叫疯狗（李民龙）和整天摔跤外号“咣当敏静”的徐敏静。这两个角色就是《不可阻擋的High Kick》中的主要角色。

### 共同出演或客串的演员
| 演員          | 登場集數                                                                               |
| 李順載        | 第1集登場，主演；在第一部飾演醫院院長李順才，在本劇飾演食品公司社長李順才。            |
| 金彗星        | 第1集登場，友情客串；在第一部飾演院長長孫李敏浩，在本劇客串登山迷路者。                |
| 洪顺昌        | 第1集登場，出演；在第一部飾演風波高中訓导主任，在本劇飾演風波高中校長。                |
| 鄭俊河        | 第15集登場，友情客串；在第一部飾演院長長子李俊河，在本劇客串棒球球星馬俊河。           |
| 徐芝釋        | 第18集登場，友情客串；飾演徐芝釋，是黃貞音的聯誼對象。                                 |
| 金勇俊        | 第28集登場，友情客串；飾演寵物醫院醫生。                                               |
| 尹瑞賢        | 第33集登場，出演：在第一部飾演首爾警察署偵查隊长，在本劇客串風波高中臨時體育教师。     |
| 丁一宇        | 第35集登場，友情客串；在第一部飾演院長李順才孫子李允浩，在本劇飾演黄靜茵已故的前男友。 |
| 智妍（T-ara） | 第44集出現，特別客串；飾演宥麗。                                                       |
| 鄭佳恩        | 第57集登場，友情客串；飾演鄭普碩曾經喜歡的一位小姐鄭嘉恩。                             |
| 尹鍾信        | 第64集登場，客串；飾演在慈玉家設置飲水機的體弱員工之一。                               |
| 金汎          | 第72集登場，友情客串；在第一部飾演院長孙子的挚友金范，在本劇客串金慈玉的侄子金汎。     |
| 姜哲峰        | 第77集登場，友情客串；第一部飾演姜由美的爸爸朝鲜間諜姜哲峰，在本劇客串烤肉店老板。     |
| 申智          | 第81集登場，友情客串；在第一部飾演李順才的儿媳申智，在本劇飾演黄静茵學姐。             |
| 李奈映        | 第85集登場，特別客串；飾演女扮男裝的李智勛前女友。                                     |
| 朴英奎        | 第88集登場，友情客串；校監舊居的街坊弟弟。                                             |
| 鄭雄仁        | 第103集登場，特別客串；飾演銀行搶匪。                                                  |
| 朴信惠        | 第119集登場，特別客串；飾演鄭海莉（長大海莉）。                                        |
| 鮮龍女        | 第124集登場，友情客串；飾演順才曾經喜歡的一位老師。                                    |

### 相似之處

#### 角色
- 第一部的李俊河和第二部的李顺才：都喜欢在不经意间放屁。
- 第一部的李允浩和第二部的郑俊赫：长相神似，气质、声音基本相同。HighKick打架高手。
- 第一部的姜由美和第二部的申世京：长相神似。擅长跑步，同时为风波高中体育生。
- 第一部的朴海美和第二部的李贤庆：都喜歡利用High Kick处理问题，性格强势的女人。
- 两部的洪顺昌：都喜歡使用反语语法，并在第二部的22集表明两部的洪顺昌为同一个人。

#### 取景
- 第二部30集警察检查的地点是第一部“李顺才女科中医院”的楼前。

## 播出媒介

### 韩国
2009年9月7日於MBC高清电视台首播，每周一至周五19:45-20:45播出，到2010年3月19日為止。

### 中国大陆
未正式引进该剧，目前亦只能在網路非法收看，而主要是由該地字幕组加入简体中文字幕後的版本（皆未经MBC电视台的授权与许可，同时声称版权归MBC电视台）。
星空卫视于2012年6月首次在大陆放映，並使用台湾版配音。

### 日本
2009年11月於日本电视台首播。

### 台湾
2010年9月2日於八大戲劇台首播台灣配音版，並濃縮為41集，2010年10月28日播畢。播出長度：第1至11集、第29至41集為一小時，第12至28集為兩小時。

## 收视率
曾经多次同时位列同时段收视冠军和MBC电视台当天的收视冠军。首播收视率為13.4%，结局收视率为24.4%，超越《不可阻挡的High Kick》；平均收视率达19.1%，最高收视率為27.6%（第97集）。
| 集數     | 播放日期   | 收視率 |
| -------- | ---------- | ------ |
| 第1集    | 2009/09/07 | 13.4%  |
| 第2集    | 2009/09/08 | 11.1%  |
| 第3集    | 2009/09/09 | 12.0%  |
| 第4集    | 2009/09/10 | 13.3%  |
| 第5集    | 2009/09/11 | 11.7%  |
| 第6集    | 2009/09/14 | 12.9%  |
| 第7集    | 2009/09/15 | 12.3%  |
| 第8集    | 2009/09/16 | 12.0%  |
| 第9集    | 2009/09/17 | 14.4%  |
| 第10集   | 2009/09/18 | 11.7%  |
| 第11集   | 2009/09/21 | 12.8%  |
| 第12集   | 2009/09/22 | 12.8%  |
| 第13集   | 2009/09/23 | 11.7%  |
| 第14集   | 2009/09/24 | 13.7%  |
| 第15集   | 2009/09/25 | 10.8%  |
| 第16集   | 2009/09/28 | 17.7%  |
| 第17集   | 2009/09/29 | 12.9%  |
| 第18集   | 2009/10/01 | 14.4%  |
| 第19集   | 2009/10/02 | 9.9%   |
| 第20集   | 2009/10/05 | 13.6%  |
| 第21集   | 2009/10/06 | 15.2%  |
| 第22集   | 2009/10/07 | 15.4%  |
| 第23集   | 2009/10/08 | 14.9%  |
| 第24集   | 2009/10/09 | 16.5%  |
| 第25集   | 2009/10/12 | 13.9%  |
| 第26集   | 2009/10/13 | 17.0%  |
| 第27集   | 2009/10/15 | 14.6%  |
| 第29集   | 2009/10/19 | 13.5%  |
| 第30集   | 2009/10/20 | 14.3%  |
| 第31集   | 2009/10/22 | 14.7%  |
| 第32集   | 2009/10/23 | 13.4%  |
| 第33集   | 2009/10/26 | 14.9%  |
| 第34集   | 2009/10/27 | 14.9%  |
| 第35集   | 2009/10/28 | 15.3%  |
| 第36集   | 2009/10/29 | 17.7%  |
| 第37集   | 2009/10/30 | 16.9%  |
| 第38集   | 2009/11/02 | 16.6%  |
| 第39集   | 2009/11/03 | 16.2%  |
| 第40集   | 2009/11/04 | 17.4%  |
| 第41集   | 2009/11/05 | 19.0%  |
| 第42集   | 2009/11/06 | 17.3%  |
| 第43集   | 2009/11/09 | 17.9%  |
| 第44集   | 2009/11/10 | 18.2%  |
| 第45集   | 2009/11/11 | 17.9%  |
| 第46集   | 2009/11/12 | 19.7%  |
| 第47集   | 2009/11/13 | 17.6%  |
| 第48集   | 2009/11/16 | 17.6%  |
| 第49集   | 2009/11/17 | 19.6%  |
| 第50集   | 2009/11/18 | 20.0%  |
| 第51集   | 2009/11/19 | 20.7%  |
| 第52集   | 2009/11/20 | 17.7%  |
| 第53集   | 2009/11/23 | 19.1%  |
| 第54集   | 2009/11/25 | 18.2%  |
| 第55集   | 2009/11/26 | 20.8%  |
| 第56集   | 2009/11/27 | 18.9%  |
| 第57集   | 2009/11/30 | 18.0%  |
| 第58集   | 2009/12/01 | 19.0%  |
| 第59集   | 2009/12/02 | 18.0%  |
| 第60集   | 2009/12/03 | 21.6%  |
| 第61集   | 2009/12/04 | 15.2%  |
| 第62集   | 2009/12/07 | 21.6%  |
| 第63集   | 2009/12/08 | 21.0%  |
| 第64集   | 2009/12/09 | 21.3%  |
| 第65集   | 2009/12/10 | 22.6%  |
| 第66集   | 2009/12/11 | 21.9%  |
| 第67集   | 2009/12/14 | 22.6%  |
| 第68集   | 2009/12/15 | 22.2%  |
| 第69集   | 2009/12/16 | 23.2%  |
| 第70集   | 2009/12/17 | 25.6%  |
| 第71集   | 2009/12/18 | 21.1%  |
| 第72集   | 2009/12/21 | 21.4%  |
| 第73集   | 2009/12/22 | 21.9%  |
| 第74集   | 2009/12/23 | 23.8%  |
| 第75集   | 2009/12/24 | 20.7%  |
| 第76集   | 2009/12/28 | 22.4%  |
| 第77集   | 2009/12/29 | 24.2%  |
| 第78集   | 2009/12/30 | 24.1%  |
| 第79集   | 2009/12/31 | 22.7%  |
| 第80集   | 2010/01/04 | 26.1%  |
| 第81集   | 2010/01/05 | 25.8%  |
| 第82集   | 2010/01/06 | 26.2%  |
| 第83集   | 2010/01/07 | 24.8%  |
| 第84集   | 2010/01/08 | 26.5%  |
| 第85集   | 2010/01/11 | 26.3%  |
| 第86集   | 2010/01/12 | 26.0%  |
| 第87集   | 2010/01/13 | 26.4%  |
| 第88集   | 2010/01/14 | 27.0%  |
| 第89集   | 2010/01/15 | 25.0%  |
| 第90集   | 2010/01/18 | 25.3%  |
| 第91集   | 2010/01/19 | 26.4%  |
| 第92集   | 2010/01/20 | 24.8%  |
| 第93集   | 2010/01/21 | 25.6%  |
| 第94集   | 2010/01/25 | 24.3%  |
| 第95集   | 2010/01/26 | 25.3%  |
| 第96集   | 2010/01/27 | 25.7%  |
| 第97集   | 2010/01/28 | 27.6%  |
| 第98集   | 2010/01/29 | 23.3%  |
| 第99集   | 2010/02/08 | 21.7%  |
| 第100集  | 2010/02/09 | 23.6%  |
| 第101集  | 2010/02/10 | 22.3%  |
| 第102集  | 2010/02/12 | 21.3%  |
| 第103集  | 2010/02/16 | 22.8%  |
| 第104集  | 2010/02/17 | 19.9%  |
| 第105集  | 2010/02/18 | 24.1%  |
| 第106集  | 2010/02/19 | 22.2%  |
| 第107集  | 2010/02/22 | 21.3%  |
| 第108集  | 2010/02/23 | 24.5%  |
| 第109集  | 2010/02/24 | 19.4%  |
| 第110集  | 2010/02/25 | 24.0%  |
| 第111集  | 2010/02/26 | 21.1%  |
| 第112集  | 2010/03/01 | 22.3%  |
| 第113集  | 2010/03/02 | 22.8%  |
| 第114集  | 2010/03/03 | 19.1%  |
| 第115集  | 2010/03/04 | 20.7%  |
| 第116集  | 2010/03/05 | 21.4%  |
| 第117集  | 2010/03/08 | 19.9%  |
| 第118集  | 2010/03/09 | 20.3%  |
| 第119集  | 2010/03/10 | 20.1%  |
| 第120集  | 2010/03/11 | 21.0%  |
| 第121集  | 2010/03/12 | 21.0%  |
| 第122集  | 2010/03/15 | 20.4%  |
| 第123集  | 2010/03/16 | 19.6%  |
| 第124集  | 2010/03/17 | 19.9%  |
| 第125集  | 2010/03/18 | 22.1%  |
| 第126集  | 2010/03/19 | 24.4%  |
| 平均收視 | 平均收視   | 19.1%  |

## 獎項
| 年份   | 大獎                       | 獎項                   | 得獎者          |
| ------ | -------------------------- | ---------------------- | --------------- |
| 2009年 | MBC演藝大賞                | 觀眾選拔拔最佳情侣獎   | 尹施允、申世京  |
| 2009年 | MBC演藝大賞                | 最佳童星獎             | 徐信愛、 陳智熙 |
| 2009年 | MBC演藝大賞                | 功勋獎                 | 李順才          |
| 2009年 | MBC演藝大賞                | 喜剧部門新人女藝人獎   | 黃正音、申世京  |
| 2009年 | MBC演藝大賞                | 喜剧部門新人男藝人獎   | 崔丹尼爾        |
| 2009年 | MBC演藝大賞                | 喜剧部門最優秀男藝人獎 | 鄭寶石          |
| 2009年 | MBC演藝大賞                | 喜剧部門特别獎         | 金炳旭          |
| 2010年 | 第46屆百想藝術大賞電視部門 | 藝能類作品獎           |                 |
| 2010年 | 第46屆百想藝術大賞電視部門 | 最佳女新人             | 黃正音          |
| 2010年 | 第3屆韓國電視劇節          | 審查委員特別獎         | 金炳旭          |
| 2010年 | 第3屆韓國電視劇節          | 人氣賞                 | 黃正音          |
| 2010年 | 第3屆韓國電視劇節          | 男子新人賞             | 尹施允          |